# Martînivka, Hmelnîțkîi
Martînivka (în ucraineană Мартинівка) este un sat în comuna Pedosî din raionul Hmelnîțkîi, regiunea Hmelnîțkîi, Ucraina.

## Demografie
Componența lingvistică a localității Martînivka
     Ucraineană (99,22%)
     Alte limbi (0,78%)
Conform recensământului din 2001, majoritatea populației localității Martînivka era vorbitoare de ucraineană (99,22%), existând în minoritate și vorbitori de alte limbi.